# Římskokatolická farnost Cvrčovice

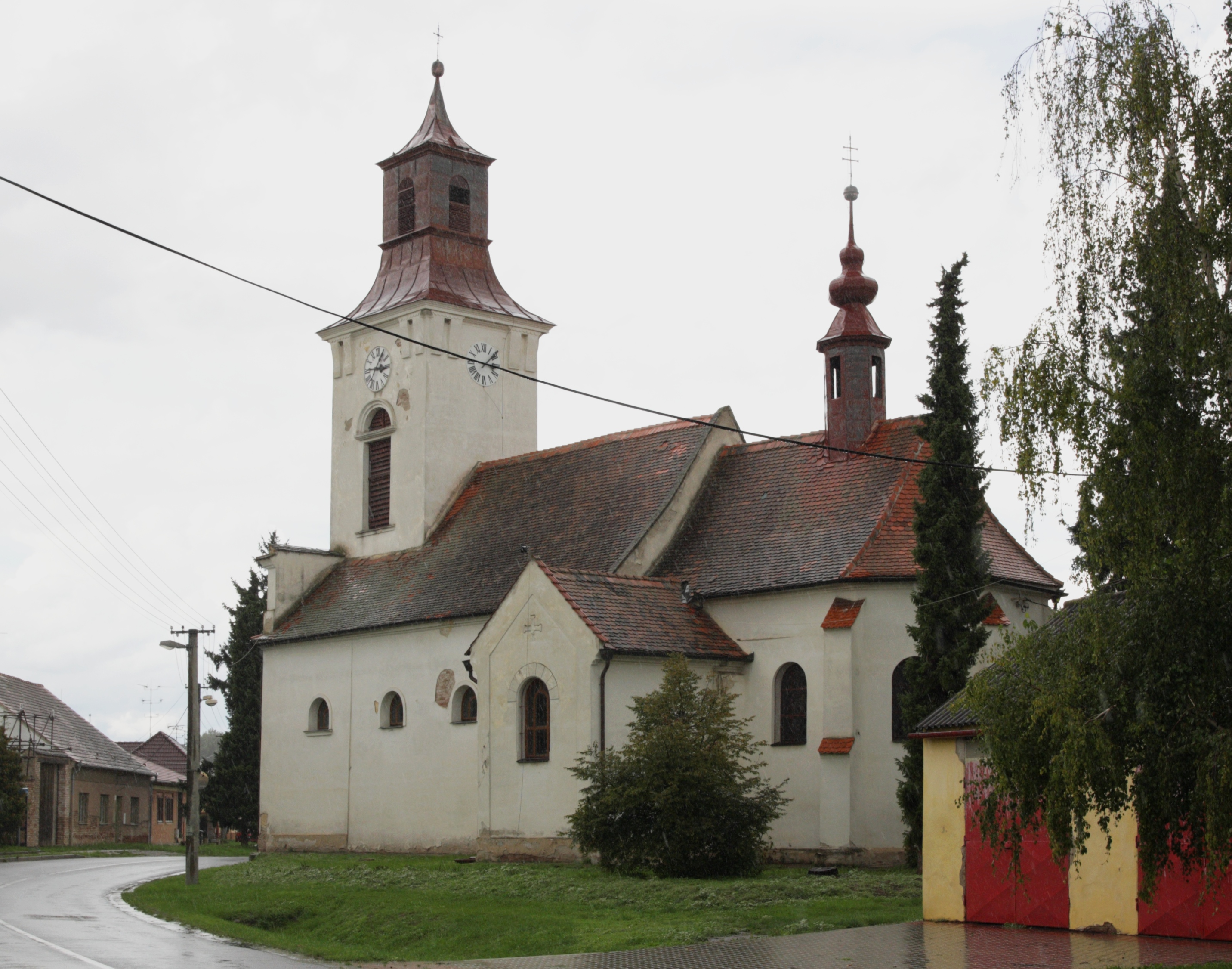
Kostel svatého Jakuba Staršího v Cvrčovicích

Římskokatolická farnost Cvrčovice byla římskokatolická farnost v Česku. Jejím sídlem byla vesnice Cvrčovice v okrese Brno-venkov s farním kostelem svatého Jakuba Staršího. Farnost byla součástí brněnské diecéze a roku 2006 byla zrušena sloučením do farnosti Pohořelice.

## Historie
Ves Cvrčovice je společně s kostelem svatého Jakuba Staršího poprvé připomínána v roce 1276, kdy se dostala do majetku kláštera v Dolních Kounicích.
Cvrčovice patřily do farnosti Dolní Kounice. Samostatná farnost zde byla obnovena v roce 1754, zahrnovala pouze Cvrčovice. Od roku 1999, kdy proběhla územně-správní reforma brněnské diecéze, spadala farnost do mikulovského děkanství. K 1. lednu 2006 byla farnost zrušena a její území se stalo součástí farnosti Pohořelice.

## Kostely a kaple
- kostel svatého Jakuba Staršího ve Cvrčovicích (v době existence farnosti byl farním kostelem)[5]